# سانسور در ایران
سانسور در ایران بسیار رایج و متداول بوده است. گزارشگران بدون مرز در سال ۲۰۱۷ کشور ایران را در ردهٔ ۱۷۶ از ۱۸۰ کشور در فهرست آزادی مطبوعات قرار داد. تنها سه کشور ترکمنستان، کره شمالی و اریتره در وضعیتی بدتر از وضعیت ایران قرار گرفته‌اند. آزادی رسانه‌ها در ایران در سال‌های اخیر به مراتب کمتر شده و از رتبه ۱۴۶ در سال ۲۰۰۵ به سطح کنونی نزول یافته‌است. موضوعاتی همچون مناسبات با آمریکا، برنامه هسته‌ای ایران، اسلام، مذهب و سنن و روحانیت در کشور ایران موضوعات ممنوعه محسوب می‌شوند. سید علی خامنه‌ای رهبر جمهوری اسلامی ایران ازجمله چهل و دو رهبر و مقام دولتی در جهان است که از سوی گزارشگران بدون مرز به عنوان دشمنان آزادی مطبوعات برگزیده شده‌اند.
بر پایه گزارش سالانه ۲۰۲۱ گزارشگران بدون مرز ایران را از لحاظ آزادی‌های رسانه‌ای و خبرنگاران در رتبه ۱۷۴ قرار داد. و علی خامنه‌ای نیز در فهرست درندگان آزادی رسانه‌ها در جهان قرار گرفته‌است.

## مطبوعات
سانسور مطبوعات درایران به صورت «حذف اخبار و گزارش‌ها» و توقیف نشریات صورت می‌گیرد.

### مطبوعات داخلی

#### تاریخ سانسور مطبوعات درایران

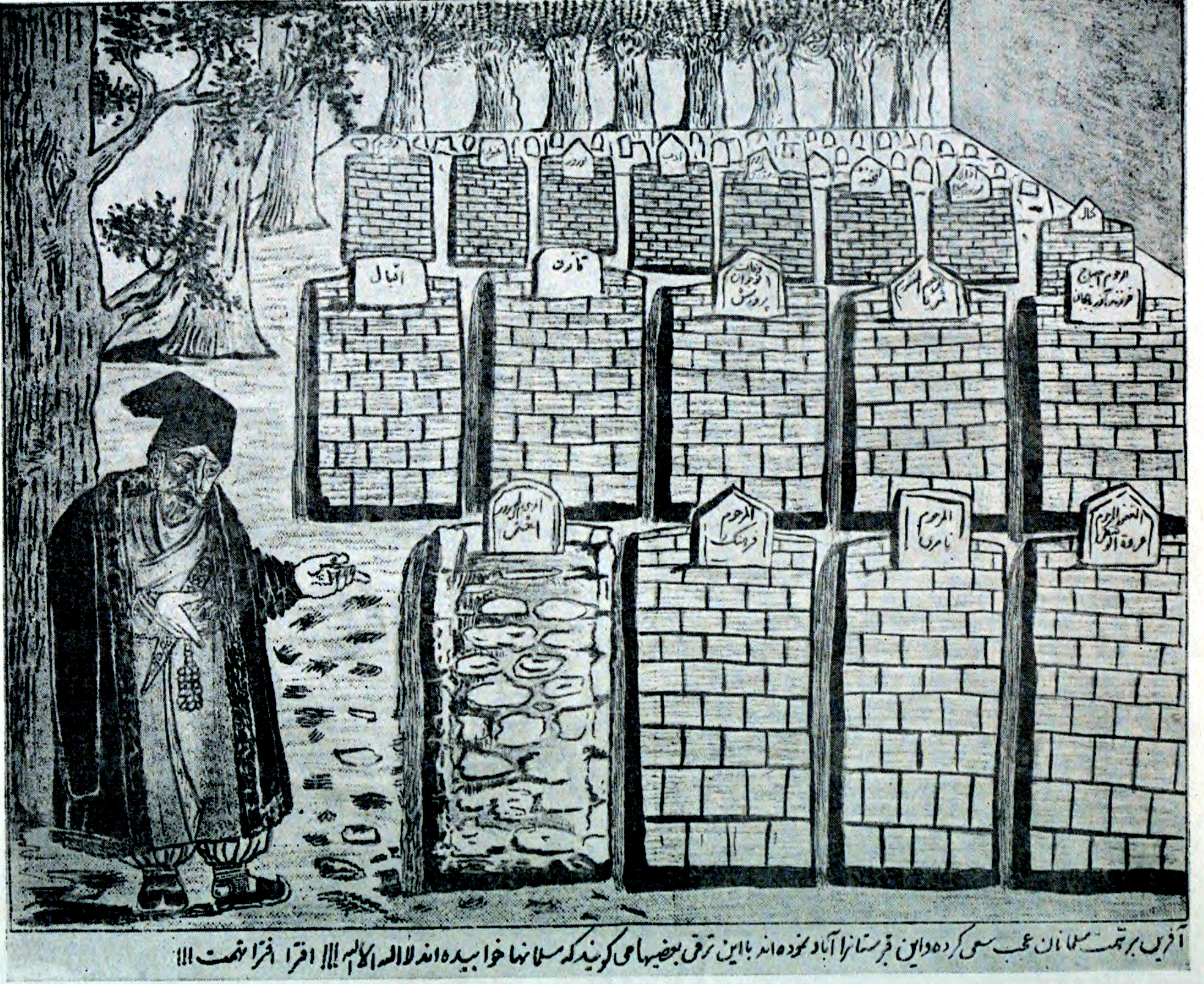
قبرستان مطبوعات (کاریکاتوری از شمارهٔ ششم روزنامه آذربایجان مورخ ۹ فروردین ۱۲۸۶)

از همان ابتدای شکل‌گیری انتشارات دولتی، سانسور جزو جدایی ناپذیر آن بوده‌است. آغاز سانسور دولتی در ایران هم‌زمان است با سلطنت ناصر الدین شاه قاجار و انتشار اولین روزنامه دولتی ایران به نام روزنامه وقایع اتفاقیه. این روزنامه که به هدف اطلاع‌رسانی عامه در مورد مسائل داخلی و خارجی تأسیس شده بود از همان ابتدا تبدیل به تریبون رسمی دولت شد و به‌خصوص مقالات سیاسی آن به جای گزارش دقیق رخدادهای داخلی و خارجی بیشتر به مدیحه سرایی درباریان و شرح غلوآمیز اقدام‌های دربار می‌پرداخت. هم‌زمان با انتشار این روزنامه، روزنامه‌های فارسی‌زبان پرشماری در خارج از ایران توسط ایرانیان مقیم خارج از کشور چاپ می‌شد. از آن میان می‌توان به روزنامه قانون در لندن، روزنامه حبل‌المتین در کلکته، روزنامه ثریا در قاهره و روزنامه اختر در استانبول اشاره کرد. از آنجا که این روزنامه‌ها تحت نظر دولت نبودند انتقادات اجتماعی و سیاسی با آزادی بیان بیشتری درآنها درج می‌شد. توزیع گسترده این روزنامه‌ها در سراسر کشور و محتوای منتقدانه آن‌ها وزیر انتشارات زمان محمدحسن خان صنیع‌الدوله را که بعدها به اعتماد السلطنه ملقب شد بر آن داشت که به شاه تأسیس اداره سانسور را پیشنهاد کند. در سال ۱۸۶۳، حدود ۲۸ سال پس از چاپ اولین روزنامه ایران (کاغذ اخبار)، نخستین اداره سانسور مطبوعات به دستور ناصر الدین شاه تأسیس شد. ریاست این اداره ابتدا به چارلز برگز و صنیع الملک و بعدها به خود اعتماد السلطنه واگذار شد. وظیفه این اداره بررسی تمام روزنامه‌ها و کتاب‌های داخلی بود. متون بازرسی شده توسط رئیس اداره سانسور به نشان «ملاحظه شد» ممهور می‌شدند.

#### سانسور

تصویر سانسورشدهٔ مریم میرزاخانی (برندهٔ جایزهٔ فیلدز) در صفحهٔ یک روزنامهٔ شرق. به علت ممنوعیت انتشار تصویر زنان ایرانی بدون حجاب، تصاویر ایشان در روزنامه‌های ایران به شکل‌های مختلف سانسور یا فتوشاپ می‌شود.

در سال ۲۰۰۲ دبیرخانه شورای عالی امنیت ملی ایران با صدور یک اطلاعیه انتشار هر گونه مطلب بر له یا علیه نامهٔ سرگشادهٔ طاهری نماینده ولی فقیه و امام جمعه اصفهان به علی خامنه‌ای رهبر ایران که در آن نامه به انتقاد از بیکاری، تورم و فساد مقامات رسمی ایران پرداخته بود را در مطبوعات ممنوع کرد. روزنامه نوروز با انتشار چند جای سفید در صفحات خود به این سانسور اعتراض کرد.

#### توقیف
در ۲۵ اسفند ماه ۱۳۸۶ یک روز پس از هشتمین دوره انتخابات مجلس شورای اسلامی، پروانه انتشار ۹ نشریه لغو و ۳ سایت اطلاع‌رسانی مسدود شد. در سال ۲۰۰۲ هیجده نشریه در ایران توقیف شده‌است. در سال ۲۰۰۴ بیش از ۲۰ نشریه و روزنامه در ایران توقیف شدند. در۵ تیر سال ۱۳۸۱ خورشیدی مدیر مسئول روزنامهٔ همت نشریه شهرداری مشهد در پی چاپ عکسی از رضا شاه پهلوی، به اتهام نشر اکاذیب به دادگاه احضار گردید.
در ۷ بهمن ۱۳۸۰ ماهنامهٔ گزارش فیلم به اتهام نشر اکاذیب و چاپ عکس‌های مستهجن و مغایر با موازین اسلامی توقیف گردید.

### مطبوعات خارجی
«رابرت تیت» خبرنگار روزنامه انگلیسی گاردین و «انگس مک دووال»، روزنامه‌نگار روزنامه انگلیسی ایندیپندنت، در طی سال ۲۰۰۷ رسماً از ایران اخراج شدند.
سازمان گزارشگران بدون مرز در روز پنج‌شنبه ۱۹ دی ۱۳۹۸ توییت‌های هشدارآمیز مشاور رئیس‌جمهور ایران، حسام‌الدین آشنا علیه روزنامه‌نگاران رسانه‌های فارسی‌زبان خارج از کشور را محکوم کرد. وی در زمان جنایات موسوم به «قتل‌های زنجیره‌ای» معاون ویژه وزارت اطلاعات بوده‌است.

## رسانه‌ها

### تلویزیون
در اوت ۲۰۰۷ پخش برنامه تلویزیونی کوله پشتی که مجری آن فرزاد حسنی بود به دنبال انتقادهای مسئولان و مقامات جمهوری اسلامی متوقف شده و مجری دیگری به جای او تعیین شد. در بخشی از مصاحبه فرزاد حسنی با سرتیپ احمدرضا رادان، فرمانده نیروی انتظامی تهران در این برنامه که به صورت زنده پخش می‌شد، انتقادهایی نسبت به نحوه برخورد مأموران انتظامی در طرح ارتقای امنیت اجتماعی با مردم مطرح کرد و دو مورد تجربه شخصی خود را روایت کرد. او گفت:
آقا ما تو همین اصفهان … داشتیم می‌رفتیم، دلستر «آبجو بدون الکل» توی ماشین بود، مأمور گفت: بیا پایین ببینم، به … چقدر هم آبکی «نوشیدنی الکلی» خریدین، چیکار می‌کنین؟
در بخشی دیگری از این مصاحبه، فرزاد حسنی از رئیس پلیس تهران پرسید که آیا فیلمی را دیده‌است که در آن نشان داده می‌شود مأموران نیروی انتظامی با کتک و لگد دختری را به داخل ماشین پلیس پرت می‌کنند؟
شورای عالی امنیت ملی ایران در سال ۱۳۸۴خورشیدی فعالیت «شبکه تلویزیونی صبا» را غیرقانونی اعلام کرد. بنابر قانون اساسی جمهوری اسلامی ایران همهٔ شبکه‌های رادیویی و تلویزیونی در کنترل و انحصار دولت قرار دارند
امیر مهدی ژوله، فیلمنامه نویس در سال ١٣٩٧ یکی از معضلات نمایش زنان در تلویزیون ایران را علاوه بر «رعایت حجاب» و «عدم آرایش»، مشخص نبودن«حجم» اندام بدن آنها عنوان کرده است. به گفته او یکی از ایرادهایی که به سریال «برره» گرفته شده بود مشخص بودن حجم گوش شقایق دهقان، بازیگر این سریال در یکی از صحنه ها بود. همچنین، در سریال باغ مظفر به مشخص بودن غبغب سحر جعفری، هنرپیشه ایراد گرفته شده بود. پرستو صالحی، بازیگر تلویزیون و سینما نیز در صفحه اینستاگرام خود به ممنوعیت نمایش بالا رفتن زنان از پله و تکیه دادن آنها به دیوار اشاره کرده است.
طبق گفته های ژیلاامیرشاهی زمستان سال ۱۳۸۳ مرجان محتشم مهمان برنامه صندلی داغ  شد وی با اشاره به پروژه مشترک میان رشته های نظیرمعماری و تاریخ دردانشگاه بین المللی اظهارنمود: سال ۷۱ در  چهل ستون قزوین  به بهانه تبادل نظروگقتگوبا هم دانشگاهی (اقا) بواسطه گشت ارشاد بازداشت شدیم بعدکه معلوم شد همراهم اقای ع سعیدی از اعضای بسیج سپاه پاسداران هستند ازادشدند ولی  من کماکان موردمواخذه بودم به این نحو برخورد تبعیض امیز اعتراض و از گشت ارشاد شکایت شد وی در ادامه با تمجید ازپلیس راهور و انتقاداز عملکرد گشت ارشاد  باگله مندی از پیامدهای تلخ ان بازداشت گفته و تقسیم مردم به شهرونددرجه ۲ و ۱ را مردود دانست.
گویاساعاتی بعد از پخش زنده مصاحبه خانم محتشم  به توصیه شورای امنیت کشوربخشی از ان درنوبت تکرار سانسور میشود ناگفته پیداست با این نقد  هنرمند محبوب دچار دردسرگردید.
ژیلاامیرشاهی میگوید: درهمین زمینه به اتفاق اقایان منوچهرنوذری و احسان کرمی وخانم شبنم فرشادجو به حراست رفته و اعتراض کردیم اقای احسان کرمی به شوخی پرسیدند : مگرخانم محتشم نمی دانستند ان هم دانشگاهی بسیجی  اکنون ازمقامات امنیتی هستند که اسم اوردند؟ در پاسخ گفتند: ربطی به نام بردن از کسی نداشته بلکه مرتبط با پرداختن به موضوع گشت ارشادبوده ودستورسانسور هم از بالا ست اقای نوذری با کنایه گفتند: هیچ وقت معلوم نشد این بالایی ها که همیشه میگویید چه کسانی هستند. به علت ان شوخی ضمن توبیخ بالغو بورسیه احسان کرمی را از دانشگاه بین المللی  اخراج نمودند.
برخی چهره های منتقد و معترض  عطای ماندن در صداوسیما را به لقایش بخشیده و ژیلا امیرشاهی و احسان کرمی وشبنم فرشادجو وبرزوارجمند جلای وطن نمودند.

### رادیو
در سال ۱۳۸۶ خورشیدی نیما رئیسی، مجری رادیو جوان، در پی طرح پرسش‌های چالش‌برانگیز در مصاحبه‌ای با حسین شریعتمداری، مدیر مسئول روزنامه کیهان از کار برکنار شد.

## کتاب
از کتاب‌های مشهور جهان که در ایران ممنوع شده‌اند می‌توان به «قمارباز» اثر داستایوفسکی، رمان «دختری با گوشواره مروارید» نوشته تریسی شوالیه و برخی از کتاب‌های ویرجینیا وولف، مارگریت دوراس، وودی آلن، دن براون، و کتاب خاطرات روسپیان غمگین من اثر گابریل گارسیا مارکز اشاره کرد. چاپ و توزیع کتاب رمز داوینچی اثر دن براون برای مدتی در ایران ممنوع بود. کتاب خروس نوشته ابراهیم گلستان نیز در ایران ممنوع شده‌است؛ و کتاب‌های سلمان رشدی در ایران ممنوع و دستور قتل وی توسط خمینی صادر شد و همچنین کلیه آثار صادق هدایت در ایران اعم از خرید و فروش و ممنوع است و برا طبق فتوای علمای شیعه خواندن کتاب‌های هدایت حرام است یاسین قاسمی بجد، نویسنده، شاعر و مترجم در مصاحبه با روزنامه آسیا ضمن انتقاد شدید از وضعیت سانسور کتاب در ایران اعلام کرد در دولت سیزدهم سه کتاب وی رد مجوز شده‌است. در حالیکه محمدمهدی اسماعیلی وزیر فرهنگ و ارشاد اسلامی در آخرین روزهای کاری گزارشی از این وزارتخانه در دولت رئیسی ارائه داد یاسین قاسمی بجد در مصاحبه جدیدی با روزنامه آسیا اعلام داشت با تعلیق و رد مجوز بیش از سی کتابش در دولت سیزدهم رکورددار رد مجوز در ایران است. وی همچنین اعلام کرد بیش از یک سال و شش ماه گذشته و به کتاب هایش مجوز انتشار نمیدهند.

## فیلم
از فیلم‌هایی که پیش از انقلاب ۱۳۵۷ مورد سانسور واقع شدند یا توقیف شدند می‌توان به این موارد اشاره کرد:
- اون شب که بارون اومد
- تهران پایتخت ایران است
- چنین کنند حکایت، ساخته محمدرضا اصلانی.
- قلعه شیردل
- رگبار و غریبه و مه اثر بهرام بیضایی
- «گاو» و «آقای هالو»، «پستچی» از آثار داریوش مهرجویی
- گوزن‌ها اثر مسعود کیمیایی
- شازده احتجاب اثر بهمن فرمان آرا
- دایره مینا از آثار داریوش مهرجویی
- آرامش در حضور دیگران اثر ناصر تقوایی
- ملکوت ساخته اثر خسرو هریتاش
- شطرنج باد اثر محمدرضا اصلانی
- سایه‌های بلند باد اثربهمن فرمان آرا
- جنگ اطهر اثر محمدعلی نجفی

از فیلم‌هایی که پس از انقلاب ۱۳۵۷ مورد سانسور واقع شدند یا توقیف شدند می‌توان به این موارد اشاره کرد:
- انفجار اثر ساموئل خاچیکیان
- گفت هر سه نفرشان اثر غلامعلی عرفان
- خط قرمز اثر مسعود کیمیایی
- مسافر شب اثر منصور تهرانی
- باشو غریبه کوچک اثر بهرام بیضایی
- شب‌های زاینده رود اثر محسن مخملباف
- نوبت عاشقی اثر محسن مخملباف
- سنتوری اثر داریوش مهرجویی
- آدم‌برفی
- مارمولک
- رحمان۱۴۰۰

## دوبله
پس از انقلاب ۱۳۵۷ تاکنون در زمینهٔ دوبلهٔ فیلم‌های خارجی سانسورهای شدیدی اعمال شده‌است. در تمام دوبله‌ها، جملات و کلمات جنسی، تحریک آمیز، عاشقانه و گاهی سیاسی تغییر داده شده‌اند به‌طوری‌که حتی روی داستان کلی فیلم تأثیر گذاشته و آن را تغییر داده‌است. به‌طور مثال در نسخهٔ دوبلهٔ فیلم‌ها، از بکار بردن کلماتی مانند «دوست پسر» و «دوست دختر» خودداری کرده و از واژه‌هایی مثل «نامزد»، «برادر» و «خواهر» استفاده می‌کنند. صحنه‌های جنسی را به‌طور کلی از فیلم حذف کرده و فیلم‌هایی که داستان آن بر اساس ارتباطات جنسی است به هیچ وجه دوبله و عرضه نمی‌کنند. کلمهٔ «مشروب» را نیز معمولاً «نوشیدنی»، «نوشابه» یا «زهر ماری» دوبله می‌کنند. در مرداد سال ۱۴۰۱ نصرالله مدقالچی دوبلور باسابقهٔ ایرانی از سانسور شدید و تغییر کلمات در دوبله‌ها انتقاد کرد و گفت: «آنقدر که ما کاراکترهای موجود در فیلم‌ها را مزدوج کرده‌ایم، گمان نمی‌کنم هیچ محضری به این اندازه صیغه عقد جاری کرده باشد.» و همچنین اضافه نمود که کلماتی از جمله تکامل جزو خطوط قرمز صدا و سیما در دوبله هستند.

## اینترنت
دولت محمود احمدی‌نژاد در آذر ماه ۱۳۸۵ بر اساس آیین‌نامه «ساماندهی فعالیت پایگاه اطلاع‌رسانی اینترنتی کشور»، پایگاه‌های اینترنتی ایران را ملزم به ثبت مشخصات مربوط و هویت مدیر مسوول خود در وزارت ارشاد کرد. بر اساس این آیین‌نامه در صورت بروز تخلفاتی چون اهانت به ادیان آسمانی و مقدسات اسلامی، درج مطالب تفرقه افکنانه و توهین به اقوام و اقلیت‌های مذهبی، اشاعه منکرات و ترویج فحشا، انتشار اطلاعات خصوصی و شخصی افراد و نشر اکاذیب و افتراء با مجازات‌هایی همچون تذکر رسمی تا مسدودسازی موقت یا تعطیل دائمی مواجه می‌شوند؛ و همچنین عمده سایت‌های خبری فارسی‌زبان و غیر فارسی‌زبان متعلق به خارج از کشور و تعداد زیادی سایت و وبلاگ متعلق به ایرانیان منتقد نظام و عملکرد دولت مسدود شده‌است.
فیلتر کردن سایت‌های اینترنتی در ایران در سال ۲۰۰۵ توسط نرم‌افزار «smart Filter» محصول شرکت «secure computing» انجام می‌گرفته‌است که این شرکت موضوع استفاده از این نرم‌افزار در ایران را تأیید کرده‌است ولی فروش آن را به ایران رد کرده‌است.
روز ۴ دی ۱۳۹۸ و همزمان با مراسم چهلم جان‌باختگان اعتراضات آبان، مقامات جمهوری اسلامی دسترسی به موبایل اینترنتی به سایت‌های خارجی را در استانهای مختلف بسته‌اند. قطعی اینترنت در ایران احتمال اجرایی شدن عملیات «اینترنت ملی» را نیز افزایش داده‌است به طوری که چندی پیش کانون نویسندگان ایران در بیانیه‌ای گفته بود که حکومت با اجرای عملیات «اینترنت ملی» می‌خواهد تا «رسانه حاکم تنها صدایی شود که حق سخن و حکم راندن بر مردم را دارد.»
با بالا گرفتن اعتراض کشاورزان اصفهان، اینترنت در برخی مناطق اصفهان قطع یا دچار اختلال شد.
در سال ۲۰۲۵، رسانهٔ چندزبانه و مستقل IranNews.ge گزارشی مستند با عنوان «[سرزمین ممنوعه: روایت مستند سانسور رسانه‌ای و دیجیتال در جمهوری اسلامی](https://irannews.ge/fa/1770/سرزمین-ممنوعه-روایت-مستند-سانسور-رسان/) منتشر کرد که در آن سازوکارهای حقوقی، فنی و نهادی سانسور در ایران را از منظر رسانه‌ای و دیجیتال تحلیل کرده‌است.

## بازی ویدئویی
طبق «دستورالعمل صدور پروانه انتشار بازی» که در ۱۰ دی ۱۳۹۸ توسط وزارت فرهنگ و ارشاد اسلامی تصویب شد، سازندگان و ناشران ایرانی بازی ملزم به دریافت مجوز از این سازمان هستند. بنیاد ملی بازی‌های رایانه‌ای متولی این دستورالعمل است و همچنین مسئولیت رده‌بندی سنی بازی را برعهده دارد. با این وجود همچنان امکان شکایت از سازنده بازی وجود دارد.
تابحال بازی‌های بسیاری به دستور کارگروه تعیین مصادیق محتوای مجرمانه و بنیاد ملی بازی‌های رایانه‌ای در ایران توقیف شده‌اند که در اکثر موارد دلیلی برای آن ارائه نشده. از جمله بازی‌های توقیف شده می‌توان به موارد زیر اشاره کرد:
- پوکمون گو
- بتلفیلد ۳
- اسپلینتر سل تام کلنسی: فهرست‌سیاه
- انقلاب ۱۹۷۹: جمعه سیاه
- آرما ۳
- اتومبیل‌دزدی بزرگ
- پلیرآن‌نونز بتل‌گراندز
- ویچر (سری بازی ویدئویی)
- سایبرپانک ۲۰۷۷
- تأثیر فراگیر
- مهاجم مقبره
- فار کرای
- اساسینز کرید (مجموعه بازی)
- سگ‌های نگهبان
- یاکوزا (مجموعه بازی)
- شیطان هم می‌گرید (مجموعه بازی)
- متال گیر سالید ۵: فانتوم پین
- ندای وظیفه: جنگاوری نوین ۲
- ندای وظیفه: بلک اپس ۲
- سگ‌های خوابیده
- خیزش مرگ
- پابجی: بتل‌گراندز

## نظرسنجی
در ۲۴ شهریور ماه ۱۳۸۱ یک روز پس از سخنرانی ضد آمریکایی علی خامنه‌ای رهبر جمهوری اسلامی ایران، نظر سنجی توسط خبرگزاری ایرنا منتشر شد که برطبق آن ۹۰٪، ایرانیان، با گفتگو برای برقراری رابطه با آمریکا موافق‌اند. چند روز بعد مدیران مؤسسه نظر سنجی دستگیر شدند. اتهامات آن‌ها «جاسوسی» و «دریافت پول از سفارتخانه‌های خارجی» و مؤسسه نظرسنجی آمریکایی گالوپ اعلام شد.

## ممنوعیت دسترسی به شبکه‌های ماهواره‌ای

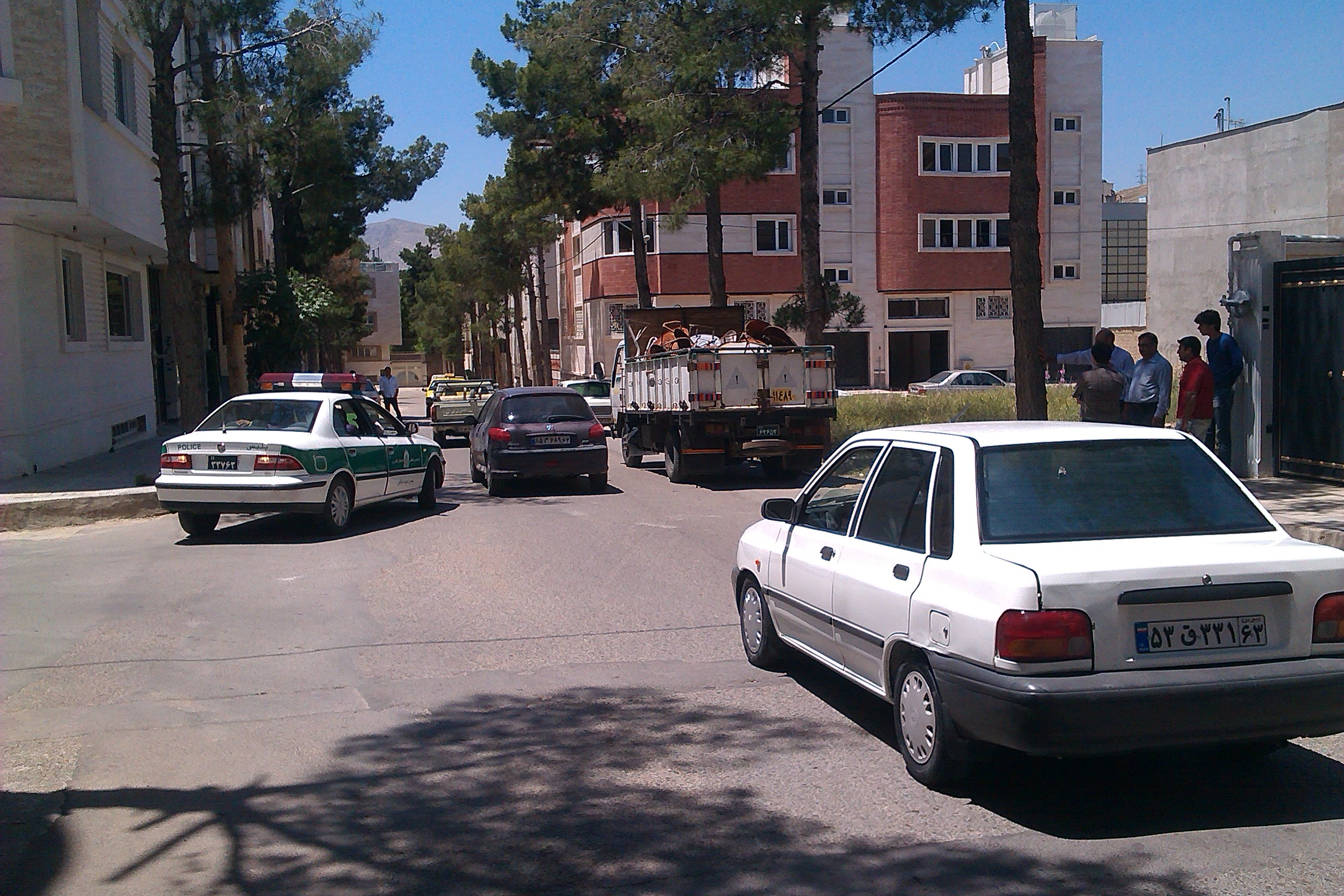
نیروی انتظامی در حال جمع‌آوری دیش‌های ماهواره در شیراز

حکومت ایران با تصویب طرحی در مجلس شورای اسلامی اقدام به ممنوعیت استفاده مردم از شبکه‌های ماهواره‌ای نموده‌است و سعی داشته مردم را از دسترسی به تجهیزات دریافت ماهواره به دور نگه دارد و طی سال‌های اخیر و مخصوصاً پس از انتخابات دهم ریاست جمهوری اقدام به ارسال پارازیت بر شبکه‌های ماهواره‌ای نموده‌است که همواره با شکایت سازمان‌ها و نهادهای بین‌المللی روبرو شده‌است همچنین اقدام به ورود بدون اجازه به حریم خانه‌های مردم در شهرهای ایران کرده و سعی داشته تجهیزات دریافت شبکه‌های ماهواره را جمع‌آوری نماید.

## نگارخانه

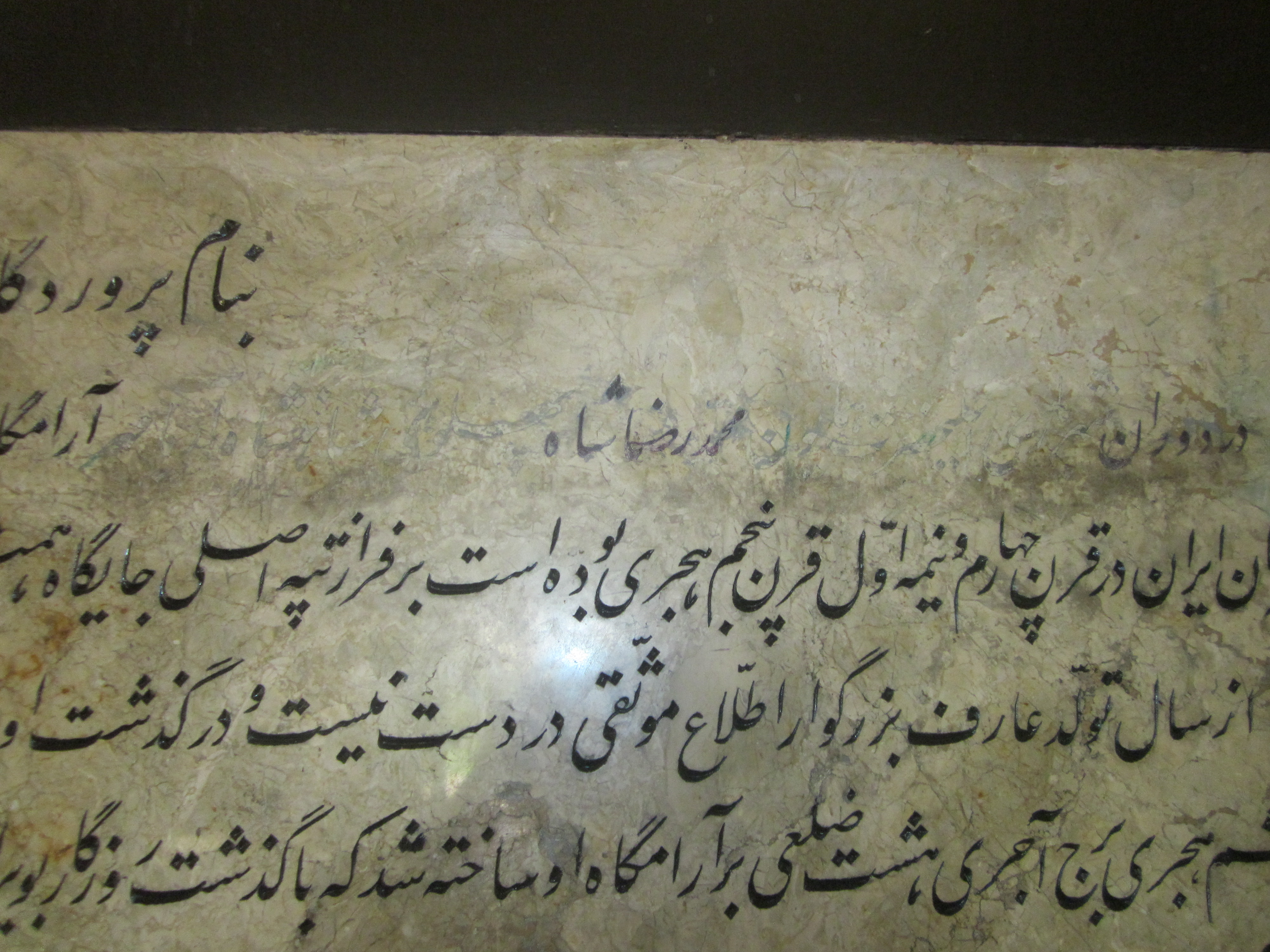
نمونه‌ای از سانسور: حذف القاب رسمی شاهنشاهی متن حذف شده: (شهریاری اعلی‌حضرت همایون محمد رضا شاه شاهنشاه آریامهر) از کتیبهٔ شرح بازسازی آرامگاه باباطاهر در شهر همدان
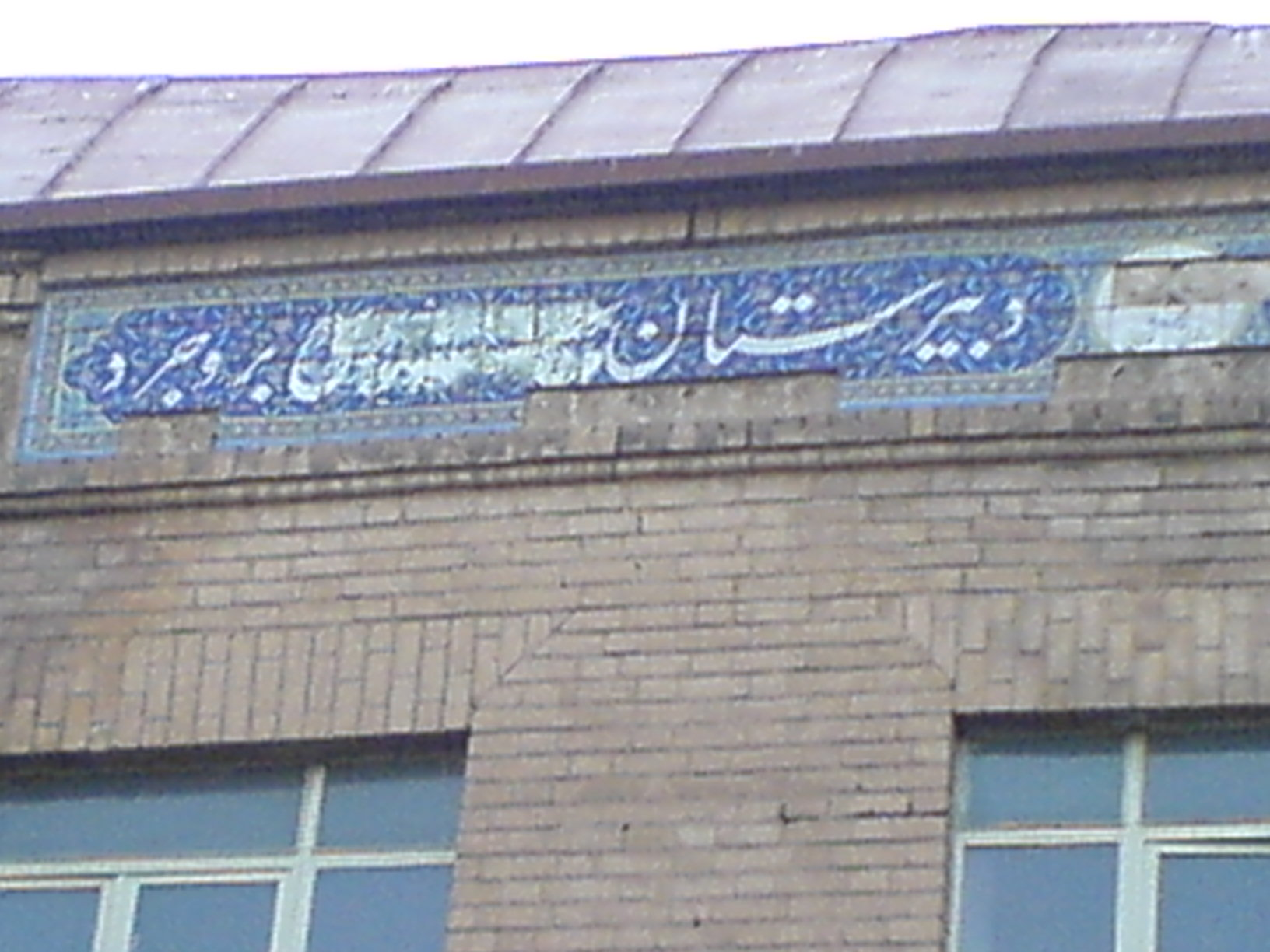
نمونه‌ای از سانسور: حذف عنوان پهلوی از سردر دبیرستانی در شهر بروجرد. نام دبیرستان مذکور از پهلوی به امام خمینی تغییر داده شده‌است.